# Telenzepine
Telenzepine là một thienobenzodiazepine đóng vai trò chọn lọc  kháng muscarinic M1. Nó được sử dụng trong điều trị loét dạ dày tá tràng. Telenzepine là atropisomeric, nói cách khác, phân tử này có trục C-N lập thể. Trong dung dịch nước trung tính, nó hiển thị chu kỳ bán rã để phân biệt chủng tộc theo thứ tự 1000 năm. Các đối tượng đã được giải quyết. Hoạt động này liên quan đến đồng phân (+) - hoạt động mạnh hơn khoảng 500 lần so với đồng phân (-) - tại các thụ thể muscarinic ở vỏ não chuột.